# Тумба (Омская область)
Тумба — аул в Москаленском районе Омской области. В составе Новоцарицынского сельского поселения.

## История
Основан в 1796 г. В 1928 г. аул Тумбай состоял из 61 хозяйства, основное население — казахи. В составе аульного сельсовета № 3 Москаленского района Омского округа Сибирского края.

## Население
| 2010 |
| ---- |
| 121  |